# Romano Obilinović
Romano Obilinović, hrvaški nogometaš, * 27. september 1979, Split, Jugoslavija.
Obilinović je v slovenski ligi za klube Tabor, Primorje, Koper in Mura. Skupno je v prvi slovenski ligi odigral 112 prvenstvenih tekem in dosegel 43 golov. V sezoni 2001/01 je bil s šestnajstimi goli najboljši strelec prve slovenske lige. V drugem delu kariere igra v hrvaški ligi za klube Solin, Zadar, Mosor, Imotski in od leta 2010 Split.